# Paul Multedo
Paul Multedo dit Alfred Multedo, est un homme politique français né le 17 mai 1846 à Bastia (Haute-Corse) et décédé le 13 septembre 1908 à Southsea (Royaume-Uni).
Grand propriétaire terrien, il est conseiller général en 1871, il est élu député bonapartiste de la Corse en 1885, mais l'élection est invalidée et il perd son siège, de justesse en 1886 lors de l'élection partielle. Il redevient député en 1889, mais est une nouvelle fois invalidé et battu lors de l'élection partielle, en 1890.

## Sources
1. ↑  « Généalogie de Paolo Maria "Alfredo" MULTEDO », sur Geneanet (consulté le 1er avril 2025)
2. ↑  « Alfred.0 Multedo », sur roglo.eu (consulté le 1er avril 2025)

- « Paul Multedo », dans Adolphe Robert et Gaston Cougny, Dictionnaire des parlementaires français, Edgar Bourloton, 1889-1891 [détail de l’édition]
- « Paul Multedo », dans le Dictionnaire des parlementaires français (1889-1940), sous la direction de Jean Jolly, PUF, 1960 [détail de l’édition]